# Discus marmorensis
Discus marmorensis es una especie de molusco gasterópodo de la familia Discidae en el orden de los Stylommatophora.

## Distribución geográfica
Es  endémica de los Estados Unidos.